# 13の選択
『13の選択』（じゅうさんのせんたく、原題:13 Sins）は2014年公開のアメリカ合衆国のスリラー映画。エカシット・タイラット原作、チューキアット・サックヴィーラクル脚本・監督による2006年のタイの映画『レベル・サーティーン』のリメイク作品である。
監督はダニエル・スタム。主演はマーク・ウェバーが務めた。ジョージ・コーが生前最後に出演した作品でもある。

## ストーリー
冴えないセールスマンのエリオット・ブリンドルは養うべき家族と借金があるにも拘わらず、突然解雇を言い渡されてしまった。そんな折、何者かがエリオットに「君を苛つかせているハエを殺したら、1000ドルを君に振り込もうじゃないか」と電話で申し出てきた。ハエを殺した後、エリオットが自分の銀行口座をチェックすると、確かに1000ドルが振り込まれていたので、「ハエの死体を食べろ」という命令を受け入れることにした。電話の主はエリオットに13の課題を与え、それを達成するたびに報酬を出すのだという。しかも、課題の達成回数が増えるたびに、報酬の額を増やすのだという。ただし、もしもエリオットが課題をクリアできなかったり、ゲームの邪魔をしたり、ゲームの存在を外部に漏らしたりした場合は、全ての獲得報酬を没収するとも言った。
「子供を泣かせろ」「放火しろ」「ホームレスをペテンにかけろ」という課題をクリアした結果、エリオットは警察に目を付けられることになった。手配写真を見た子供の証言から、不審人物がエリオットだと断定した警察はチルコート刑事を捜査に回した。婚約者の奇怪な行動に気が付いたシェルビーに問い詰められたエリオットは「ちょっとしたサプライズを計画しているんだ」と彼女を煙に巻くことに成功した。6つ目の課題で、エリオットは死体をカフェまで運ぶことになった。締め切りが迫っていたので、エリオットはパニックに陥ってしまった。焦ったエリオットは、警官が注文したコーヒーを奪ってしまったが、「警官が職務中に飲酒をするのはおかしい」と騒ぐことでその場を切り抜けた。
逃げるように自宅に戻ったエリオットは、電話の主から「君は現場に図書カードを落としてしまったぞ」と告げられた。顔面蒼白になったエリオットだったが、「13の課題全てを達成すれば証拠は全て抹消される」と言われてひとまず安堵するのだった。その頃、チルコートはゲームの存在に気が付いた陰謀論者、フォーグラーの元を訪れていた。フォーグラーは刑事から逃げる一方で、「エリオットに会ったら、一瞬の隙も見せずに殺すんだ」と忠告するのだった。チルコートは自らに背を向けたフォーグラーを容赦なく撃ち殺すのだった。
エリオットは次の課題に取り組むために田舎のモーテルへとやって来たが、どんな課題なのかの説明は受けていなかった。モーテルの部屋には、子供時代にエリオットを虐めた男がいた。電話の主はエリオットに「男の右腕を切り落とせ」と命じてきた。躊躇したエリオットではあったが、男が挑発してきたので、カッとなって腕を切り落としてしまった。エリオットが男を病院に連れて行くと、その男の兄がいた。兄はエリオットとマイケルを虐めるどころか、マイケルの顔に放尿したことさえあった。昔を思い出して憤激したエリオットは男の兄を殴りつけてしまった。電話の主はそれを大いに喜んだ。なぜなら、次の課題は「男の兄を殴れ」というものだったからである。
課題の内容がより過激に、より派手になっていく中で、エリオットはある疑念を抱くようになった。もしかすると、ゲームの参加者は自分だけではないのではないかと。

## キャスト
かっこ内は日本語吹替。
- マーク・ウェバー（篠原孝太朗）- エリオット・ブリンドル
- デヴォン・グレイ（酒井俊輔） - マイケル・ブリンドル、精神障害を抱えている。エリオットの弟。
- トム・バウアー（佐藤充） - エリオットとマイケルの父親。暴力に走る傾向がある。
- ルティナ・ウェスリー（安田愛実） - シェルビー、エリオットの婚約者で妊娠中。
- ロン・パールマン（拝真之介） - チルコート刑事
- ジョージ・コー（松島淳） - ゲームの声
- プルイット・テイラー・ヴィンス（杉本大介） - フォーグラー

## 製作
『レベル・サーティーン』の脚本がアルコール依存症の症状を念頭に置いて執筆されたものであったため、スタムは依存症の専門家を雇用して製作に当たった。スタムとしては、エリオットが課題を通して決断力のある人間になっていくように描写したかった一方で、徐々にゲームにのめり込み、過大をクリアすることで受ける悪影響に目を向けなくなっていく姿も描写したかったのだという。
本作のエンディングは楽天的なものと救いのないものの2つが撮影されたが、劇場公開版には楽天的なエンディングが使われている。なお、救いのないエンディングはブルーレイDVD版に収録されている。
『レベル・サーティーン』を面白い作品だと思ったジェイソン・ブラムは当該作品を英語圏でリメイクするアイデアを思いつき、その監督をスタムにオファーしたのである。製作会社はスタムに大幅な裁量権を認めていたため、スタムは原作の課題の内容を変更することさえ出来た。課題の一部を変更したのは、その部分が物語に上手く生かされていないという理由もあったが、オリジナル版のファンにも本作に関心を持ってもらうためでもあった。脚本の執筆に際して、スタムは『フォーリング・ダウン』を参照したのだという。スタムは「あの映画の主人公は物語が進むにつれてどんどん強くなっていくように見える。けれども、ラストには彼は単なるレイシストで危険人物だったからああなったのだということが分かる」と述べている。
ロン・パールマンは本作に出演するに当たって、オリジナルを鑑賞せずに臨んだのだという。自分の演技にオリジナル版の影響が出るのを防ぐためであった。

## 公開
2014年3月7日、本作はサウス・バイ・サウスウエストでプレミアを迎えた。

## 評価
本作は賛否両論となっている。映画批評集積サイトのRotten Tomatoesには41件のレビューがあり、批評家支持率は63%、平均点は10点満点で5.3点となっている。また、Metacriticには11件のレビューがあり、加重平均値は44/100となっている。
『ニューヨーク・タイムス』は「ダニエル・スタム監督の『13の選択』における邪悪や絶望の考察は空疎なものである。しかし、観客に登場人物たちと同じくらいの恐怖を味わわせるくらいには出来の良い作品である」と評している。